# NGC 5143
NGC 5143 est une galaxie spirale barrée située dans la constellation des Chiens de chasse. Sa vitesse par rapport au fond diffus cosmologique est de 6 059 ± 16 km/s, ce qui correspond à une distance de Hubble de 89,4 ± 6,3 Mpc (∼292 millions d'al). NGC 5143 a été découverte par l'astronome irlandais R. J. Mitchell (astronome) en 1855.
En raison d'une brillance de surface égale à 14,42 mag/am2, on peut qualifier NGC 5143 de galaxie à faible brillance de surface (LSB en anglais pour low surface brightness). Les galaxies LSB sont des galaxies diffuses (D) avec une brillance de surface inférieure de moins d'une magnitude à celle du ciel nocturne ambiant.